# Jules Ancion
Jules Ancion   (Palembang, 21 d'agost de 1924 - la Haia, 30 de novembre de 2011) va ser un jugador d'hoquei sobre herba neerlandès que va competir durant la dècada de 1950.
El 1952 va prendre part en els Jocs Olímpics de Hèlsinki, on va guanyar la medalla de plata com a membre de l'equip neerlandès en la competició d'hoquei sobre herba.